# Coris caudimacula
Coris caudimacula är en fiskart som först beskrevs av Jean René Constant Quoy och Gaimard, 1834.  Coris caudimacula ingår i släktet Coris och familjen läppfiskar. IUCN kategoriserar arten globalt som livskraftig. Inga underarter finns listade i Catalogue of Life.